# Tremapterus occidentalis
Tremapterus occidentalis är en insektsart som beskrevs av Heinrich Christian Friedrich Schumacher 1912. Tremapterus occidentalis ingår i släktet Tremapterus och familjen spottstritar. Inga underarter finns listade i Catalogue of Life.